# Капанда
Капанда — гидроэлектростанция в Анголе, на реке Кванза, крупнейшая электростанция страны. Построена в 1987—2007 годах российской компанией «Технопромэкспорт», генеральный проектировщик — институт «Гидропроект» (Главный инженер — кандидат технических наук Федосов В. Е.) Мощность — 520 МВт (4 гидроагрегата по 130 МВт).

## Конструкция станции
В состав основных сооружений входят:
- бетонная гравитационная плотина, включающая в себя: глухие секции, водосливную плотину, донный водосброс
- гидроэлектростанция, включающая в себя: водоприемник ГЭС, четыре туннельных водовода, здание ГЭС
- открытое распределительное устройство (ОРУ 220 кВ)
- административный корпус

## Экономическое значение
По состоянию на 2013 год ГЭС Капанда вырабатывает более половины всей электроэнергии Анголы и является крупнейшим гидроузлом страны.

## История строительства
2 сентября 1982 года было подписано межправительственное советско-ангольское соглашение и рамочный контракт на строительство гидроузла. Министерство энергетики и нефти Анголы для управления строительством сформировало Кабинет по использованию Средней Кванзы (GAMEK) Подрядчиком являлся консорциум «Капанда», в который вошли советское внешнеторговое объединение «Технопромэкспорт» и бразильская строительная фирма Odebrecht. Генеральный проектировщик — ОАО «Институт Гидропроект» (До 1992 года Всесоюзный проектно-изыскательский и научно-исследовательский институт «Гидропроект» имени С. Я. Жука).
В проекте принимали участие Всероссийский научно-исследовательский институт гидротехники (ВНИИГ) им. Б. Е. Веденеева г. Ленинград, Московский Инженерно-Строительный институт (МИСИ) им. В. В. Куйбышева, Грузинский институт энергетики и гидротехнических сооружений (ГрузНИИЭГС) г. Тбилиси, Научно-исследовательский сектор Всесоюзного проектного института «Гидропроект» им. С. Я. Жука, Проектно-изыскательский и экспериментально-конструкторский институт «Гидроспецпроект», Всесоюзный электротехнический институт им. В. И. Ленина, Всесоюзный проектно-изыскательский и научно-исследовательский институт «Энергосетьпроект».
Первый проект и первые топографические съемки на створе плотины были сделаны в 1965 году португальской фирмой COBA. По этому проекту предусматривалось строительство арочной плотины опиравшейся на два гравитационных береговых устоя. Советскими специалистами проект был пересмотрен и затраты на строительство существенно снижены. Проект ГЭС Капанда на 520 МВт был завершен к 1989 году. Он успешно прошел рассмотрение в государственных экспертных организациях СССР, Анголы и Бразилии.
Строительство гидроузла было начато в январе 1987 года. Контрактом было предусмотрено завершение строительных работ в конце 1992 года. С апреля по октябрь 1988 года шла проходка строительного туннеля. В конце июня 1989 р. Кванза была перекрыта, и расходы воды отведены в строительный туннель. Перекрытие строительного туннеля и наполнение водохранилища предусматривалось 1 сентября 1992 года.
Строительство станции велось в условиях непрекращающейся гражданской войны в Анголе. 4 ноября 1992 года строительная площадка была захвачена отрядом УНИТА. Во время нападения погибло около 20 человек ангольцев — главным образом полицейских охранявших стройку и трое российских специалистов. После захвата недостроенный гидроузел простоял безо всякой консервации вплоть до 2000 года. В 1997 году была предпринята попытка возобновить строительство. Во время проведения рекогносцировочного обследования на напорной грани плотины были обнаружены следы мощных взрывов, а башенные краны были найдены отброшенными в реку на десятки метров. После УНИТА, на строительной площадке не осталось ничего, кроме бетонной плотины. Все жилые бараки были сожжены, и вновь пришедшие строители некоторое время жили в армейских палатках.
12 февраля 2000 года работы снова были возобновлены. В июле 2002 году началось наполнение водохранилища. В 2004 г. в январе и июне были запущены первые два агрегата. Строительство перешло на вторую очередь, и в 2007 году были пущены третий и четвёртый агрегаты. После ухода унитовцов все дороги, ведущие на строительную площадку, были заминированы. Несмотря на то, что проводились работы по разминированию, практически сразу после возобновления строительства на минах подорвалось, по меньшей мере, два больших карьерных самосвала. Противопехотные мины находили и на строительной площадке и позже, в местах, куда их смывало после сильных дождей. Мины в районе Капанды находятся до сих пор.

## Эксплуатация
Из-за неудовлетворительной организации службы эксплуатации ГЭС Капанда нуждается в постоянном обеспечении проектными требованиями, не установлена вся предусмотренная проектом контрольно-измерительная аппаратура, Из-за изношенного оборудования на электрических подстанциях часто происходят перебои с подачей электроэнергии, в том числе и в столицу. Во время одного из таких перебоев в 2012 году на несколько часов осталась без электричества резиденция президента Анголы. Но, несмотря на все проблемы, ГЭС выдает стопроцентную мощность. Постоянно проводится мониторинг с участием российских специалистов. Приглашенные ангольской стороной консультанты из немецкой фирмы «Ламейер» («Lahmeyer») подтвердили, что гидроузел Капанда не имеет ограничений по установленным проектом условиям эксплуатации и её конструкция является максимально экономичным вариантом для данных условий.

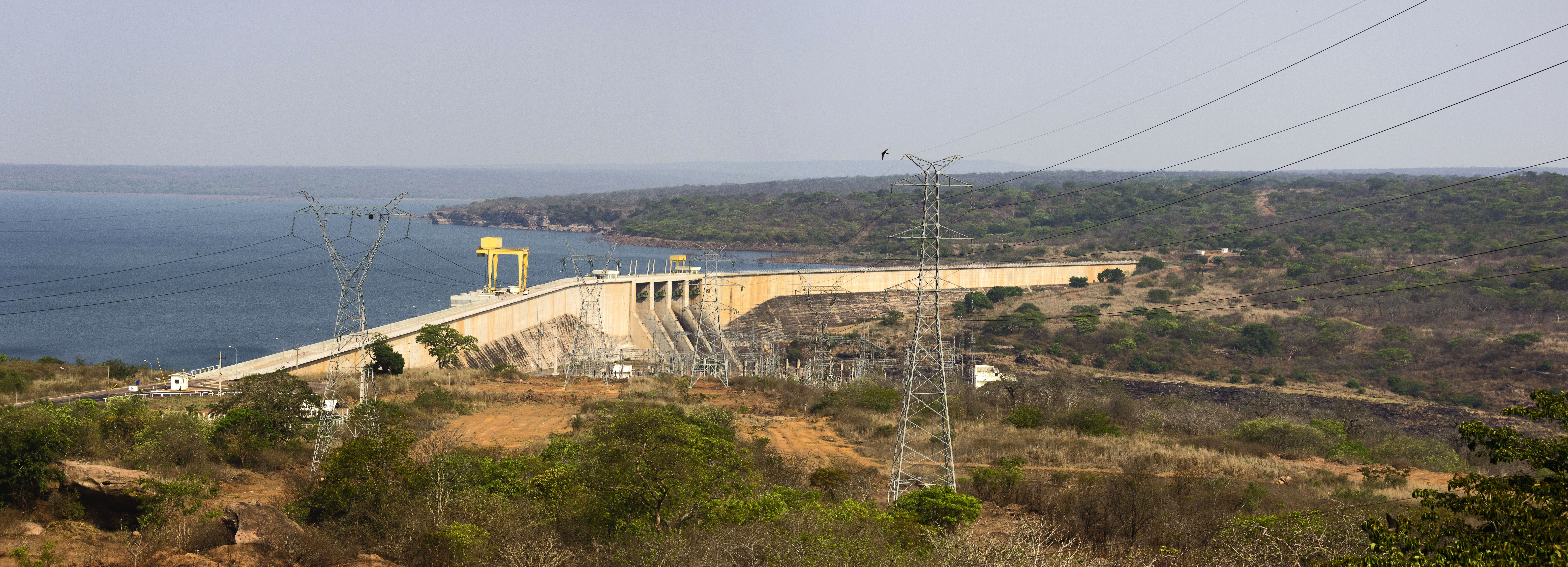
Панорама ГЭС Капанда с правого берега